# Rue Maugré
La rue Maugré est une rue de Lille, dans le Nord, en France. Il s'agit de l'une des rues du quartier du Vieux-Lille.

## Situation
La rue Maugré est une rue située entre la rue de Courtrai et la rue du Pont-à-Raismes.

## Histoire
La rue est ouverte sur le territoire de l'agrandissement de Lille de 1617 était une impasse aboutissant au bastion du Meunier de l'enceinte construite lors de cet agrandissement.
Les maisons anciennes qui bordaient la rue ont été détruites à la fin du  XXe siècle. 

## Description
La rue est une courte impasse fermée à la circulation de transit qui donne accès à des places de stationnement privatives des résidents des immeubles de la rue du Pont-à-Raisnes (résidence la porte de Gand) et à une unique maison ancienne à son extrémité. 
Elle est bordée d'un côté par un bâtiment technique aveugle d'Orange, de l'autre par le bâtiment d'un  parking à plusieurs niveaux, au-delà par des immeubles de la résidence de la porte de Gand.

## Sites particuliers
La rue débouche sur la façade du siège de la "Direction régionale des douanes et droits indirects" située dans la rue de Courtrai,